# SIG-552
Le SIG-552 Commando est le modèle le plus compact de la gamme des fusils d'assaut suisses SIG-550.

## Présentation
Ce petit fusil d'assaut diffère seulement du modèle 550 par un encombrement et un poids réduits, un nouveau bipied, garde-main, appuie-joue ainsi qu'un système de fixation par rail.

## Engagement
En Suisse, le SIG-552 équipe les unités du DRA10, des éclaireurs-parachutistes et de la sécurité militaire sous le nom de Fass 04 depuis 2004. Il est en dotation dans l'armée française utilisé par le Groupe d'intervention de la gendarmerie nationale ainsi que dans les Commandos Marine français (commando Hubert et Ponchardier) de même, qu'au sein de la force GIPN.
La fabrication et l'ajout de pièces caoutchoutées de chaque côté du levier d'armement ont pour fonction la protection de la chambre et de la culasse de l'introduction de déchet pouvant entraîner un enrayement ou un défaut de fermeture de la culasse. Le Sig-552 a été adopté par de nombreux pays ayant des nageurs de combat ; en effet, il suffit de sortir l'arme de l'eau pour faire feu.

## Dans la culture populaire
L'aspect compact mais puissant du SIG-552 lui permet d'être visible notamment dans :
- L'Incroyable Hulk
- Le Transporteur
- Nid de guêpes
- La Vengeance dans la peau
- Assaut sur le central 13
- Burn Notice
- NCIS : Enquêtes spéciales
- The Unit
- Resident Evil: Apocalypse
- Inception
- L'Agence tous risques (film)
- Jack Reacher
- Nikita (série télévisée)
- Falling Skies (série télévisée)
- John Rambo (film)
- Sword Art Online

On l'aperçoit aussi dans quelques jeux vidéo tels que :
- Call of Duty Modern Warfare (grau 5.56)
- Tom Clancy's Rainbow Six: Vegas
- Counter-Strike
- CrossFire (SG-552)
- Arma III (SG-550, SG-552, SG-553)
- Zula Europe ( SIG -552,SIG 550)
- Tom Clancy's Rainbow Six: Siege
- Tom Clancy's Rainbow Six 3: Iron Wrath
- Tom Clancy's Rainbow Six 3: Raven Shield
- Tom Clancy's Rainbow Six: Critical Hour
- Tom Clancy's Rainbow Six: Lockdown
- Tom Clancy's Ghost Recon: Island Thunder
- Insurgency: Sandstorm
- 007 Quitte : ou double